# N751 (België)
De N751 is een gewestweg in de Belgische provincie Limburg. Deze weg vormt de verbinding tussen Kessenich en Geistingen.
De totale lengte van de N751 bedraagt ongeveer 2 kilometer.

## Plaatsen langs de N751
- Kessenich
- Geistingen